# Malleja distincta
Malleja distincta är en insektsart som beskrevs av Medler 1990. Malleja distincta ingår i släktet Malleja och familjen Flatidae. Inga underarter finns listade i Catalogue of Life.